# Sesamum parviflorum
Sesamum parviflorum är en sesamväxtart som beskrevs av U. Grabow-seidensticker. Sesamum parviflorum ingår i släktet sesamer, och familjen sesamväxter. Inga underarter finns listade i Catalogue of Life.